# Australostichopus mollis
Australostichopus mollis е вид морска краставица от семейство Stichopodidae. Видът не е застрашен от изчезване.

## Разпространение
Разпространен е в Австралия и Нова Зеландия.